# Hát (hangszerrész)
A hát az olyan dobozszerű, kávás felépítésű húros hangszerek jellemző alkatrésze, mint amilyen a gitár vagy a hegedűfélék. A hangszer testét zárja le a tetővel átellenes oldalon. A hát és a tető közötti kapcsolatot a káva biztosítja. Formája, körvonala megegyezik a tetővel, anyaga legtöbbször a káva anyagával azonos, keményfa. 